# TAKE ME HIGHER
本項目における「TAKE ME HIGHER」（テイク・ミー・ハイヤー）とは、ユーロビートミュージシャンであるデイブ・ロジャース(ジャンカルロ・パスクィーニ)が制作した楽曲、またはその曲を収録したCDのタイトルである。
1. V6の4枚目のシングル及びその楽曲。1996年9月16日にavex traxから発売された。
2. デイブ自身が1997年と2020年にセルフカバーを行った曲。

## V6版

### 解説
表題曲はV6のメンバー長野博が主演し、TBS系列で放送された『ウルトラマンティガ』オープニングテーマであり、裏ジャケットにはティガの写真が使用されている。3作連続のオリコンチャート1位を獲得。本曲で発売日放送分の『HEY!HEY!HEY! 2万人のCHAMP CARNIVAL』でHEY!HEY!HEY!初出演を果たす。
初動売り上げは前作『BEAT YOUR HEART』を下回ったが、累計売り上げは上回った。オリコンTOP100内登場回数17回は、『WAになっておどろう』に次ぐ2番目を記録。
V6全員で担当する初のドラマタイアップでもあり、ウルトラシリーズの主題歌においてアニメ・特撮ソングを活動の中心としない歌手が歌唱を担当するのはシリーズ初となる。
なおアルバム初収録は1997年8月発売のV6の2ndアルバム『NATURE RHYTHM』だが、こちらにはシングルとはミックスや曲の長さが異なるNEW ALBUM MIXと称されたバージョンが収録された。この曲は『ウルトラマンティガ』最終回のクライマックスシーンにおいて、挿入歌として使用されている。シングルバージョンのアルバムへの収録は、2001年1月リリースのV6初のベストアルバム『Very best』が初となり、その後2015年7月発売の3枚目のベスト盤『SUPER Very best』にもシングルバージョンが収録されている。歌番組などで本曲が披露される場合、アウトロ部分は一部の例外を除いてそれ独自のものに差し替えられる。
2022年4月17日時点の累計売上枚数は約38.2万枚（オリコン調べ）であり、V6のシングルでは『愛なんだ』、『MUSIC FOR THE PEOPLE』、『WAになっておどろう』、『MADE IN JAPAN』、『over/EASY SHOW TIME』に次いで6番目に売上が多い。

### 収録曲
1. TAKE ME HIGHER [5:20]
作詞：鈴木計見
作曲：Giancarlo Pasquini・Jennifer Batten・Alberto Contini
編曲：星野靖彦
ストリングス・アレンジ：萩田光雄
コーラス・アレンジ：鈴木弘明
  - 長野博主演 MBS・TBS系特撮ドラマ『ウルトラマンティガ』オープニングテーマ
  - 長野博主演 映画『ウルトラマンティガ THE FINAL ODYSSEY』主題歌

3・13・20・50話では挿入歌として、6・28話ではインストゥルメンタル版が使用された。
主演した長野博は後に「1年間テレビで流してもらえてありがたく思っている」と語っている[2]。
2. スキさ すっきゃねん [4:30] - Coming Century
作詞：Coming Century・永岡昌憲
作曲・編曲：星野靖彦
3. TAKE ME HIGHER（カラオケ）
4. スキさ すっきゃねん（カラオケ）

### 収録アルバム
- 『NATURE RHYTHM』（#1）
  - 「TAKE ME HIGHER（NEW ALBUM MIX） 」と題したアルバムバージョンを収録。シングルバージョンと歌い出しが異なり、サビを二小節歌ってから一番にはいる。
- 『"HAPPY" Coming Century, 20th Century Forever』（初回限定盤）（#1）
  - メドレーの1曲として収録。
- 『Very best』（#1）
- 『SUPER Very best』（#1）
- 『Very6 BEST』（#1, 2）
  - #2は あなたのお名前入りスペシャルBOX盤のみ収録。
- 『ウルトラマンティガ 25th ANNIVERSARY MUSIC COLLECTION』（#1）
  - アルバム『NATURN RHYTHM』バージョンでの収録。

### 映像作品
- Film V6 -CLIPS and more- （#1）
- SKY （#2）
- SPACE -from V6 Live Tour'98- （#1）
- VERY HAPPY!!! （#1）
- LOVE&LIFE 〜V6 SUMMER SPECIAL DREAM LIVE 2003〜 （#1）
- V6 LIVE TOUR 2007 Voyager -僕と僕らのあしたへ-（#1）
- 20th Century LIVE TOUR 2009 HONEY HONEY HONEY/We are Coming Century Boys LIVE Tour 2009 （#2）
- V6 ASIA TOUR 2010 in JAPAN READY?（#1）
- V6 LIVE TOUR 2015 -SINCE 1995〜FOREVER- （#1）
- The ONES （初回生産限定盤B #1）
- LIVE TOUR V6 groove（#1）

## デイブ・ロジャース版
ロジャースのセルフカバー版はストリングスアレンジなどを加えたV6のものに比べてユーロビート色が強く、歌詞の内容も大幅に異なっている。

### 収録アルバム
初収録は1997年4月に発売されたロジャースのソロアルバム『Take Me Higher（テイク・ミー・ハイヤー）』。その後、同年11月にリリースされたSUPER EUROBEATの1997年版ベストアルバム『THE BEST OF SUPER EUROBEAT 1997』にも収録された。
2020年に「TAKE ME HIGHER 2020」として再度セルフカバーを行い、配信でリリースした。その後、OVA『頭文字D BATTLE STAGE 3』のエンディングBGMで使用された。また2021年3月5日発売の同作品のサウンドトラックアルバム『SUPER EUROBEAT presents INITIAL D BATTLE STAGE 3』にも収録された。
なお、『頭文字D』の楽曲には同名異曲としてm.o.v.eの楽曲(1st Stage 第26話にて使用)が存在する。

## その他のカバー
TAKE ME HIGHER
- 石川哲彦（1996年12月25日発売 トルバドールレコードの自主制作盤『特撮でポン』に収録 ※歌手名表記なし）
- 前田達也、石原慎一、風雅なおと（日本コロムビア版カバー。1997年5月21日発売『最新テレビまんが大行進』[COCC-14231]などに収録）
- TREE BOYS（東芝EMI版カバー。1998年11月18日発売『ウルトラマンシリーズ主題歌全曲集'99』などに収録）